# Francesco di Bartolo
Pour les articles homonymes, voir Di Bartolo, Bartolo et Buti (homonymie).
Francesco di Bartolo, connu également comme Francesco da Buti, (Pise ou Buti,1324 – Pise, 25 juillet 1406), est une personnalité politique, un critique littéraire italien et un des premiers commentateurs de la Divine Comédie.

## Biographie
Francesco di Bartolo, dit aussi Francesco da Buti était un homme politique de tout premier plan actif à Pise au XIVe siècle. On ne connait pas avec certitude le lieu de sa naissance qui est Pise ou Buti.
En 1398 il a été ambassadeur de la république de Pise. Le 15 mai 1398 il a conclu un traité de paix entre Pise, les autres villes Toscanes et Venise.
Francesco di Bartolo a été professeur auprès de l'université de Pise et grammaticien, c'est-à-dire un expert dans l'enseignement du latin et en tant que tel commenta les Satires de Perse, l'Ars Poetica de Horace et autres écrits latins.
Francesco composa aussi Dictamen ainsi qu'une grammaire pour l'étude du latin (Regule gramaticales), avec un apendice de Regule rethorice toujours à usage scolaire.
En outre il annota la Tebaïde de Stace et travailla sur Térence.

## Divine Comédie
Francesco di Bartolo est surtout connu pour le travail d'exégèse sur la Divine Comédie de Dante Alighieri.
Sur instruction de l'université de Pise il entreprit de commenter la Divine Comédie qui avait été rédigée cinquante ans auparavant. De fait, il a été un des premiers commentateurs de la Divine Comédie avec Benvenuto da Imola, Cristoforo Landino, Pietro di Dante et Jacopo di Dante, avec lesquels il est souvent cité.
Son commentaire rédigé en langue vulgaire pisane et datable entre 1385 et 1396, même s'il est probable qu'il a continué à travailler sur le texte jusqu'à sa mort, avenue à Pise en 1406.
Son commentaire fournit une ponctuelle analyse littéraire, allégorique et morale de la totalité de la Divine Comédie.